# 滑川大滝
滑川大滝（なめがわおおたき）は、山形県米沢市にある滝。日本の滝百選の一つ。
落差80m、幅40mと、東北地方でも最大クラスの滝。
阿武隈川の支流・松川の上流、標高860m付近に位置する。地質は流紋岩層で、付近には潜滝などいくつかの滝がある。
展望台から向かって滝の右上方向に、布引の滝と呼ばれる滝が現れることがあるが、雪解け時等の水量の多い時にしか見られない。

## アクセス
- 滑川温泉福島屋の駐車場から、全景が見渡せる展望台まで徒歩約20分。（展望台といっても、開けた場所が山中にあるだけである）福島屋からの距離は約1㎞であるが、登りの登山道のため、所要時間には個人差がある。福島屋の駐車場は施設利用者向けであるため、滝の見学のみを目的とする場合、旅館の手前100m程のところにある滑川橋付近の駐車スペースを利用する必要がある。

- 展望台からさらに滝壺まで降りるルートもあるが、川中を移動する必要があり、やや難易度が上がる。展望台からの所要時間約20分。

- 滑川橋から川を遡行して滝壺までアクセスすることもできる。沢登りコースとしては初心者向けであるが、専用の装備・技術が必要。

- 冬期間は滑川温泉までの道路が封鎖される[1]ため、JR峠駅から登山が必要。所要時間3～4時間。

## エピソード
日本の滝百選の選考作業は、主に行政主導で行われ、米沢市からはアクセスの容易さや、既に観光地化されている等の理由から白布温泉付近の白布大滝が推薦されていた。しかし、滝自体のスケールは滑川大滝が数段上であり、また、選考委員の中で滝に精通していた数少ないメンバーである永瀬嘉平の推薦もあって、滑川大滝が百選に選ばれた。永瀬によると、選考後も行政から百選変更の申し入れがあったとのことであるが、実現していない。そうした経緯もあってか、行政による看板、標識なども存在せず、展望台にもそこが展望台であること、百選の滝であることを示すものは何もない。大滝展望台に通じる唯一の道である吊り橋が老朽化のために閉鎖されて以降、観瀑はかなり困難になっていた。2022年（令和4年）、長さ約20メートルの新たなつり橋が架け替えられた。